# Julia Capron
Julia Capron, aussi appelée Julia Capron-Van Damme, née le 20 janvier 1896 à Ixelles et morte en 1976 à Bruxelles, est une artiste peintre belge, active au milieu du XXe siècle.

## Biographie

### Jeunesse et famille
Julia Cornélie Capron naît à Ixelles en 1896, fille d'Adolphe Capron, domestique, et de Mathilde Romanie Vindevogel, son épouse. Sa sœur cadette, née en 1902, deviendra écrivaine et poétesse sous le nom de Berthe Delépinne.
En 1916, Julia Capron épouse Daniel Van Damme,[réf. à confirmer], fils de la peintre Adrienne Bruyère, et écrivain et futur fondateur du musée d’Érasme à Anderlecht. Le couple s'établit dans le paisible village brabançon de Linkebeek.

### Parcours
Attirée par les paysages marins, les plages, les vues de ports, Julia Capron a excellé dans le rendu de natures mortes, de scènes de carnaval, de figures évanescentes au coloris tendre. Elle a également été illustratrice, notamment pour sa sœur.
Elle a été membre du Cercle d’art d’Anderlecht et de celui d’Ixelles.
Morte en 1976 à Bruxelles, Julia Capron est inhumée, avec son mari, sa sœur et son beau-frère, au cimetière communal du Vogelenzang à Anderlecht.

## Expositions
- 1925 : exposition triennale de Gand.
- 1926 : exposition triennale d’Anvers.
- 1926 : Bruxelles, galerie d’Egmont.
- 1965 : Exposition d’art du palais des Congrès[4].

## Illustrations
- Berthe Delépinne, Chanson de rien, poésie, illustration de Julia Capron, Bruxelles, Willy Godenne, 1950
- Berthe Delépinne, Le Poète et la Ville, poésie, illustrations de Julia Capron, Bruxelles, Willy Godenne, 1958.

## Archives
- Le fonds Daniel Van Damme, conservé à la Maison d'Érasme, contient 73 lettres et cartes de Ghelderode, dont une dizaine adressées à Julia Capron, datant de décembre 1937.